# Cosaques d'Azov

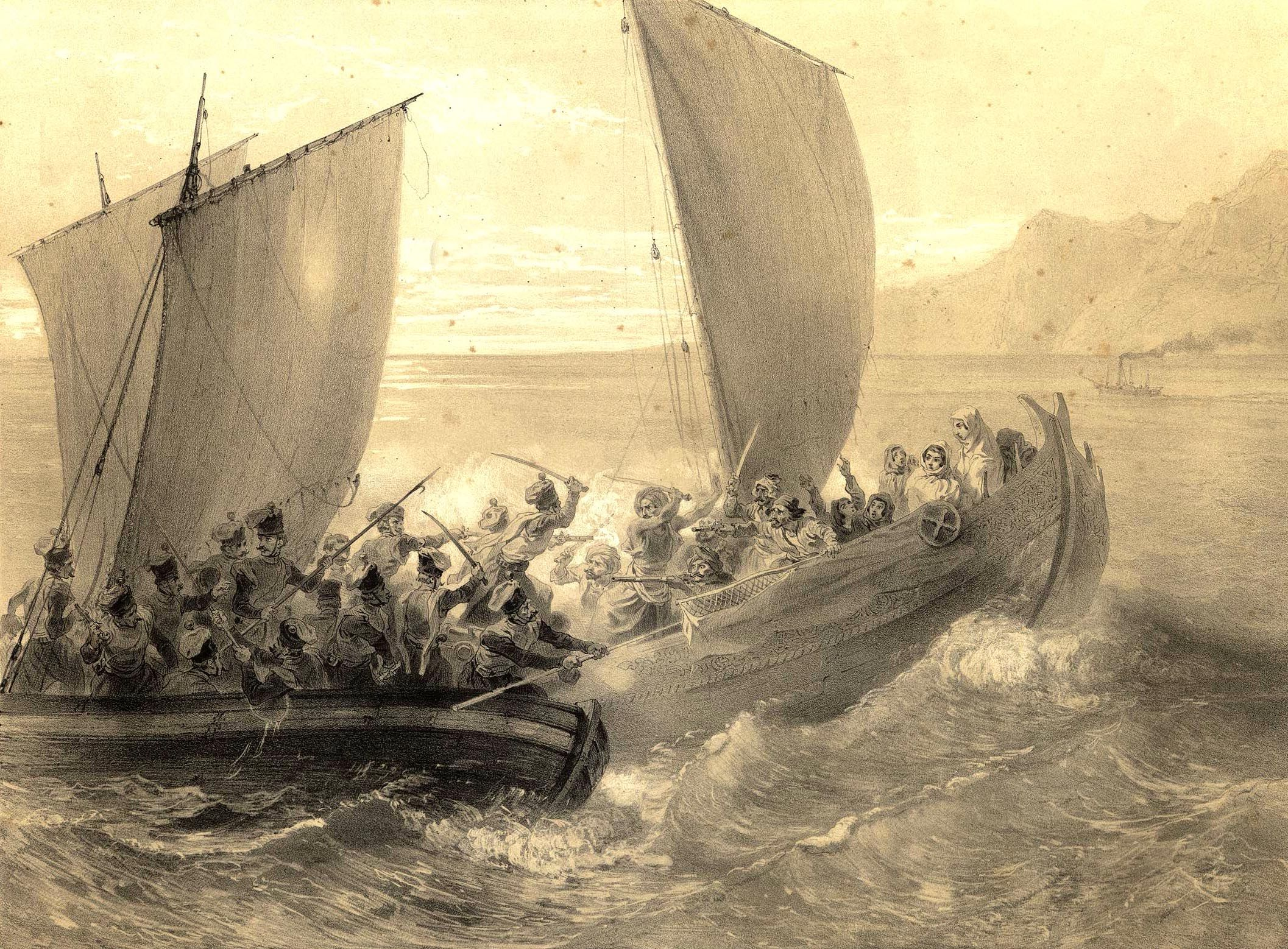
Côtes de la Mer Noire. Cosaques d'Azof abordant un corsaire Turc, 1847.

L’armée cosaque d’Azov (en russe : Азовское казачье войско, en ukrainien : Азовське козацьке військо) est une communauté cosaque de l’empire russe formée en 1832 sur les rives de la mer d'Azov à partir de Cosaques zaporogues de la sitch du Danube. Les Cosaques d’Azov sont chargés de la défense du littoral pontique. Entre 1852 et 1864 les Cosaques furent graduellement transférés dans le Kouban et l’armée cosaque d’Azov dissoute en 1865.

## Histoire
En 1828, l’ataman Ossip Gladki et 1 500 cosaques zaporogues de la sitch du Danube forment l’armée cosaque du Danube dans le Boudjak pris en 1812 aux Ottomans. À l'issue de la guerre russo-turque de 1828-1829 l’empereur Nicolas Ier offre à Gladki le droit de choisir des terres dans le sud de l’empire pour s’y installer. Son choix se porte sur la rive nord de la mer d’Azov, entre Berdiansk et Marioupol.

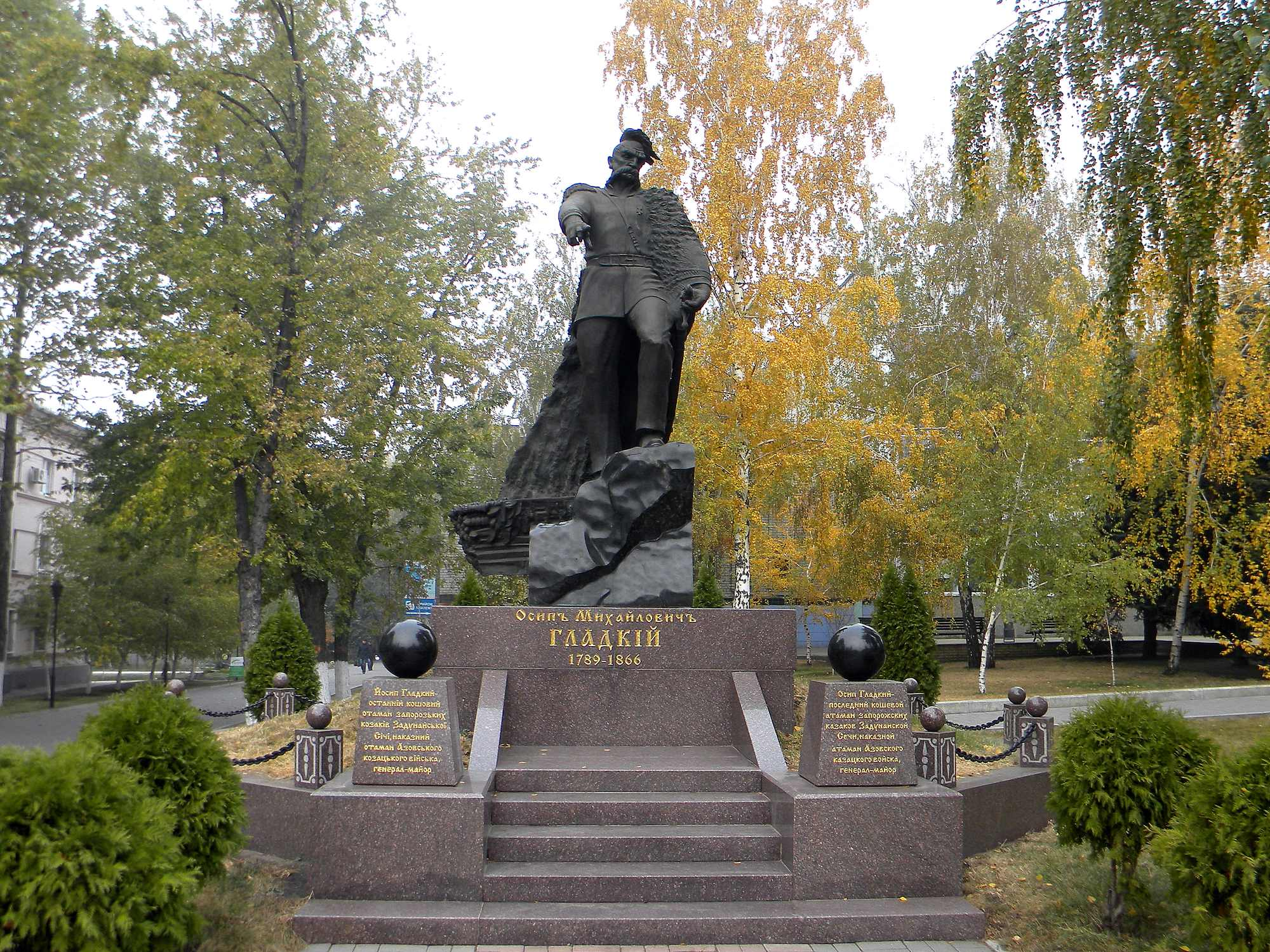
Monument au Hladkyï à Zaporijjia.

Jusqu’en 1831 la communauté porte le nom d’armée spéciale zaporogue, elle prend ensuite le nom d’armée cosaque d’Azov, et, avec sa flottille de tchaïkas (vaisseaux légers armé de couleuvrines) est chargée de surveiller les côtes orientales de la mer Noire et d’appréhender les contrebandiers.
Au fur et à mesure de la conquête du Caucase par l’armée impériale russe les cosaques d’Azov sont transférés dans le Kouban et le 11 octobre 1865 l’armée cosaque est liquidée.

## Commandants
De 1852 1856 : Yakiv Koukharenko.